# 大池眞

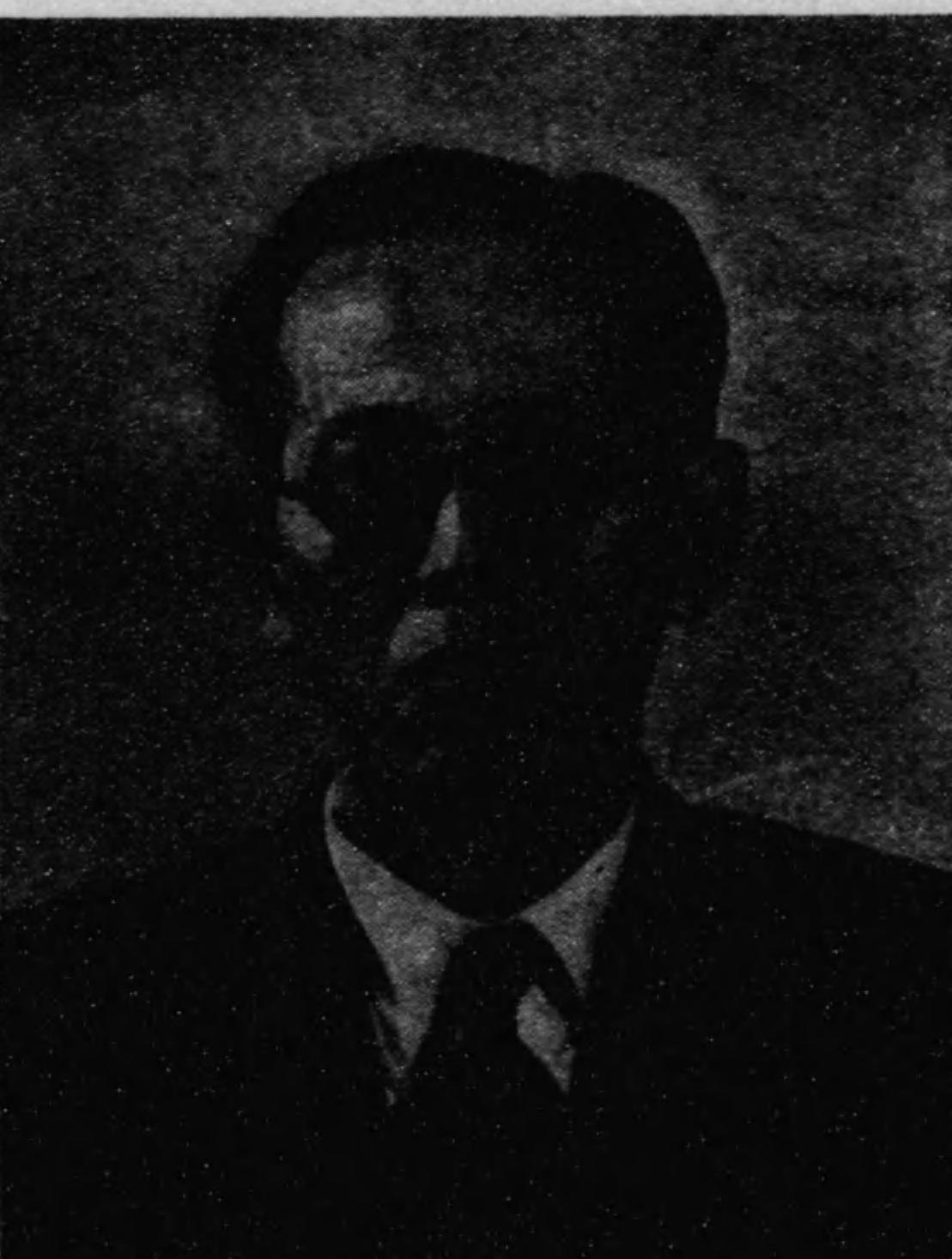
大池眞

大池 眞（おおいけ まこと、1896年1月5日 - 1990年7月5日）は、日本の官僚。

## 経歴
長野県東筑摩郡山形村生まれ。旧制松本中学（長野県松本深志高等学校）を経て東京帝国大学法学部政治学科卒業。農商務省から1925年衆議院書記官に転じ、1945年書記官長を経て、1947年新憲法下での初代衆議院事務総長となった。1956年から1962年まで土地調整委員会委員長を務めた後、西武グループの株式会社「池袋地下駐車場」に転じ、1966年同社長。同年従四位勲一等瑞宝章を受勲した。

## 著作
- 『国会早わかり』時事通信社、1946年。
- 『新国会解説』時事通信社、1947年。